# Amatitlania
Amatitlania is een geslacht van straalvinnige vissen uit de familie van cichliden (Cichlidae).

## Soorten
- Amatitlania coatepeque Schmitter-Soto, 2007
- Amatitlania kanna Schmitter-Soto, 2007
- Amatitlania nigrofasciata (Günther, 1867) – Zebracichlide
- Amatitlania siquia Schmitter-Soto, 2007